# Маја Чучковић Драшкић
Маја Чучковић Драшкић (Дубровник, 10. април 1935 — Дубровник, 14. фебруар 1997) била је југословенска позоришна и телевизијска глумица.
Позната је по својим улогама у чувеним представама одиграним у београдском позоришту Атеље 212. Неке од представа су Краљ Иби (1973) и Радован III (1983). Глумила је у југословенском серијалу Цео живот за годину дана са Миленом Дравић и Зораном Радмиловићем. Као одлична филмска глумица показала се у главној улози у ТВ филму Канте или кесе режисера Драгослава Лазића.
Била је удата за српског режисера Љубомира Муција Драшкића са којим је имала ћерку Иву Драшкић Вићановић, која је редовни професор на Универзитету у Београду.

## Филмографија
|                   | 1960 | 1970 | 1980 | Укупно |
| ----------------- | ---- | ---- | ---- | ------ |
| Дугометражни филм | 1    | 0    | 0    | 1      |
| ТВ филм           | 6    | 5    | 1    | 12     |
| ТВ серија         | 1    | 3    | 0    | 4      |
| ТВ кратки филм    | 0    | 1    | 0    | 1      |
| Видео             | 0    | 0    | 1    | 1      |
| Укупно            | 8    | 9    | 2    | 19     |

| Год.     | Назив                                                      | Улога \|- style="background: Lavender; text-align:center; " | 1960.-те | 1960.-те | 1960.-те | 1960.-те |
| 1960.    | Дан четрнаести                                             | /                                                           |          |          |          |          |
| 1960.    | Два погледа кроз кључаоницу ТВ филм                        | /                                                           |          |          |          |          |
| 1961.    | Војник са два имена ТВ филм                                | /                                                           |          |          |          |          |
| 1967.    | Терговци ТВ филм                                           | Махрена                                                     |          |          |          |          |
| 1967.    | Кафаница на углу ТВ филм                                   | Исабела                                                     |          |          |          |          |
| 1968.    | Бекство ТВ филм                                            | Љусја                                                       |          |          |          |          |
| 1968.    | Љубав на телефону ТВ филм                                  | /                                                           |          |          |          |          |
| 1969.    | Рађање радног народа ТВ серија                             | Мубера „Мила” Босанка                                       |          |          |          |          |
| 1970.-те |                                                            |                                                             |          |          |          |          |
| 1970.    | Десет заповести ТВ серија                                  | Савка                                                       |          |          |          |          |
| 1971.    | Цео живот за годину дана ТВ серија                         | Мара Јанковић                                               |          |          |          |          |
| 1972.    | Смех са сцене: Атеље 212                                   | Мама Иби & Мати                                             |          |          |          |          |
| 1973.    | Краљ Иби ТВ филм                                           | Мама Иби                                                    |          |          |          |          |
| 1975.    | Велебитске саонице или три швалера и једна девојка ТВ филм | /                                                           |          |          |          |          |
| 1975.    | Двособна кафана ТВ филм                                    | /                                                           |          |          |          |          |
| 1975.    | Бориско и Наталија ТВ кратки филм                          | /                                                           |          |          |          |          |
| 1976.    | Укрштене речи ТВ филм                                      | /                                                           |          |          |          |          |
| 1976.    | Успон и пад Жике Проје ТВ серија                           | Миланка                                                     |          |          |          |          |
| 1978.    | Молијер ТВ филм                                            | /                                                           |          |          |          |          |
| 1980.-те |                                                            |                                                             |          |          |          |          |
| 1982.    | Канте или кесе ТВ филм                                     | Другарица Вулић                                             |          |          |          |          |
| 1983.    | Радован III Видео                                          | Руменка                                                     |          |          |          |          |